# Municipio de Mason (condado de Cass)
El municipio de Mason (en inglés: Mason Township) es un municipio ubicado en el condado de Cass en el estado estadounidense de Míchigan. En el año 2010 tenía una población de 2945 habitantes y una densidad poblacional de 55,41 personas por km².

## Geografía
El municipio de Mason se encuentra ubicado en las coordenadas 41°47′5″N 85°55′51″O / 41.78472, -85.93083. Según la Oficina del Censo de los Estados Unidos, el municipio tiene una superficie total de 53.15 km², de la cual 52.38 km² corresponden a tierra firme y (1.45%) 0.77 km² es agua.

## Demografía
Según el censo de 2010, había 2945 personas residiendo en el municipio de Mason. La densidad de población era de 55,41 hab./km². De los 2945 habitantes, el municipio de Mason estaba compuesto por el 95.59% blancos, el 0.27% eran afroamericanos, el 0.14% eran amerindios, el 0.81% eran asiáticos, el 0.03% eran isleños del Pacífico, el 0.85% eran de otras razas y el 2.31% pertenecían a dos o más razas. Del total de la población el 2.31% eran hispanos o latinos de cualquier raza.